# Celaru
Celaru es una comuna ubicada en el distrito de Dolj, Rumania.

## Superficie
Posee una superficie de 97,48 kilómetros cuadrados.

## Demografía
Hasta 2021 la población era de 3929 habitantes, con una densidad de población de 40,31 habitantes por kilómetro cuadrado.